# Llibre de Sent Soví
El Llibre de Sent Soví (1324) és un receptari medieval d'autor anònim redactat en català. És el primer receptari conegut de cuina catalana i el receptari europeu més antic escrit en una llengua diferent del llatí. Conté 72 receptes, a més d'altra informació relacionada. Va ser un dels receptaris de més influència a Europa i algunes de les seves receptes van ser copiades al segle xv en dos receptaris italians, el Libro di arte coquinaria, que considera que els cuiners catalans són els millors del món, i Platina de honesta voluptate et valetudine, i des d'aquests receptaris van ser copiades als de la resta del continent. També es poden trobar algunes de les seves receptes en un altre llibre de cuina català, el Llibre d'aparellar de menjar.
Fou publicat per primera vegada el 1952 per Lluís Faraudo i de Saint-Germain, editor de molts altres textos medievals. El 1979, Rudolf Grewe va publicar el llibre reconstruint dos manuscrits antics trobats a València i a Barcelona. Actualment, un manuscrit es conserva a la Universitat de València i un altre al CRAI de la Universitat de Barcelona que es pot consultar en versió digital al portal de la Biblioteca Patrimonial Digital de la Universitat de Barcelona (BiPaDi).

## Dos manuscrits diferents
Hi ha dues còpies manuscrites que es coneixen com a Llibre de Sent Soví, una a València i una altra a Barcelona, però una investigació recent dirigida per Lluís Cifuentes ha establert que el text de València, més curt però més antic, és el que es correspondria realment a l'original del Llibre de Sent Soví, mentre que el text trobat i conservat a Barcelona, molt més llarg, seria una obra ampliada, que s'ha acordat d'identificar com a Llibre de totes maneres de potatges de menjar, al qual s'hauria inclòs el contingut del primer manuscrit més un afegit molt extens de noves receptes. Mentre que el Llibre de Sent Soví consta de 72 receptes, el Llibre de totes maneres de potatges de menjar compta amb 204.

## Contingut
El llibre és un recull de receptes catalanes de l'època, pertanyents a la cuina mediterrània i amb una clara influència romana, jueva i àrab. Hi ha receptes de sopes, rostits, postres, etc. però destaquen les més de cinquanta receptes de peix, fresc o salat. També hi ha receptes amb crustacis (llamàntol, llagosta, llagostí, cranc i bou de mar) i cefalòpodes (calamar, sípia i pop), però cap recepta que faci servir petxines. Utilitza ja tonyina salada en conserva, anxoves en oli i la tècnica de l'escabetx. L'escabetx va ser introduït als països de llengua catalana pels àrabs, que el feien amb carn i molt rarament amb peix. Al Sent Soví hi ha ja tres receptes d'escabetx, també amb peix (una amb sardines). No hi ha receptes de peixos d'aigua dolça, tot i que se sap que es pescaven truites i que es conservaven salades. Tampoc esmenta l'arengada ni peixos de procedència no mediterrània, com per exemple el salmó.
Com a carns hi trobem porc, moltó, cabrit, conill i vedella. Del porc ja es feia cansalada, pernil i botifarres. També s'hi inclouen els ous i l'aviram, com ara pollastre, gallina, capó, ànec, colom, oca i paó. La caça present al Sent Soví són conills de bosc i llebres, porcs senglars, cérvols, ossos, perdius, faisans, guatlles, coloms salvatges, grues, tudons i tords. Conté receptes de brou de gallina per a «hom deliquat» i «confortar».
Només hi ha onze receptes on hi figura la llet, en dues ocasions no esmenta de quin animal prové i en totes les altres especifica que sigui de cabra. En cap cas no la relaciona amb productes del mar, ja que a la meitat de receptes que es fa servir és per a plats de verdures, en dos casos de carn i a la resta en preparacions dolces que ara consideraríem postres. En canvi, la llet d'ametlles figura en moltes més receptes i té una presència molt més important al receptari. Explica com fer mató. El formatge fresc o sec era corrent i utilitzat en receptes.
Moltes receptes fan servir ceba i ametlla com a base a les salses que es fan servir al plat, com ocorre encara en l'actualitat. El sofregit (en català medieval, soengua) es fa encara sense tomàquet (ja que aquesta no va arribar a terres catalanes fins al segle xviii). La picada es considera molt important, en especial a les salses, tot i que el nom picada que usem actualment no es fa servir al llibre, no hi té cap nom, però com que pica ametlles amb pa o altres ingredients en aigua o brou, en alguns títols de salses, per exemple, especifica «ab let de ametlles» el que després a la recepta veiem que és una picada idèntica a les actuals.
Com a receptes que s'han mantingut iguals fins a l'actualitat, també hi ha panades i bunyols. En particular hi ha una recepta de bunyols dolços de formatge que encara es fan a Menorca, on són típics per Tots Sants. Hi trobem el menjar blanc, el flaó, etc.
El gust per la barreja de dolç i de salat als plats ja és ben palès en aquest receptari, cosa que per a alguns és una clara influència de la cuina àrab. També hi apareixen receptes amb productes com l'espàrrec, els cigrons o l'albergínia, que surt també en alguns receptaris peninsulars de l'època però no encara als d'Occitània ni al nord de França (no es menjaven els mateixos productes al sud que al nord de França). També hi ha receptes de faves tendres.
A més, també hi ha moltes receptes que fan servir el suc de taronja amarga (la taronja dolça va arribar de la mà dels portuguesos als segles xv-xvi), sidra o aigua de roses.
El safrà és l'espècia més utilitzada en aquests dos llibres, com també ho era en receptaris contemporanis italians, però ja ocupava el tercer lloc a Llenguadoc —tot i que era molt usat, però amb moltes més espècies que s'usaven molt també, dues d'elles més— i llocs menys rellevants en altres cuines europees. S'ha d'aclarir que el safrà era l'única espècia no importada als Països Catalans. La segona espècia més usada, en un 12,8% de receptes, al Llibre de Sent Soví, és el pebre negre. Aquestes dues espècies són encara àmpliament utilitzades, en canvi, la tercera, el gingebre (11,6%), que estava molt de moda a tot Europa a l'Edat Mitjana, pràcticament no es fa servir a la cuina catalana actualment. La nou moscada només és present en una recepta de salsa de paó, agredolça i amb fines herbes, que servia per a acompanyar aus com el paó, el capó o el faisà. La canyella en pols es feia servir per cobrir i decorar tota mena de preparacions dolces i salades.
Destaca l'ús de la llar de foc com a sistema de cocció i l'ús del morter.
Un fotògraf culinari (Martí Sans) que ha intentat fer una reproducció dels plats del llibre amb una adaptació mínima als ingredients actuals perquè sigui fàcil de visualitzar com serien les receptes en El blog del Sent Soví.

## Estil
La redacció és molt clara i precisa, suficient per a poder elaborar els plats proposats. Els plats i ingredients concorden amb els esmentats a la literatura catalana medieval. Alguns nord-catalans hi troben expressions que encara fan servir els seus avis, tot i que almenys algunes d'elles, com fer sopes (per a tallar llesquetes primes de pa i mullar-les a la sopa), també s'usen o s'usaven fins fa molt poc en altres llocs de Catalunya Sud i Balears, per exemple. Està escrit en català, que a l'època era la llengua vulgar, mentre la culta era el llatí. Però, a més, l'estil és popular i anecdòtic.

## Autor
L'autor és desconegut. Tanmateix, l'Eliana Thibaut i Comalada pensa que es podria tractar d'un nord-català, perquè fa servir expressions que li recorden algunes que s'utilitzen en aquest país i perquè la llista de llegums esmentats corresponen majoritàriament amb tots els cultius del Riberal de la Catalunya Nord. A més, pel seu estil i les referències creuades amb altres llibres seus, com La letra del monge golafre, pensa que concretament podria tractar-se de Francesc Eiximenis.

## Comparació amb elLlibre del Coch
El Llibre del coch és un altre famós receptari català, en aquest cas imprès, de dos segles més tard. En coneixem l'autor, en Robert de Nola. Les diferències en el tipus de cuina són mínimes. Se sap que Robert de Nola coneixia el Llibre de Sent Soví i que n'utilitza alguns elements i receptes. Com a innovació, per exemple, proposa la llet d'ovella a més de la de cabra en alguna recepta. Quant a les espècies, en general el Llibre de Sent Soví utilitza menys espècies que el Llibre del coch. Al Llibre de Sent Soví només hi ha receptes catalanes mentre que el Llibre del coch inclou, a més, receptes de cultures veïnes com Itàlia, França o de països àrabs. A cap dels dos, tot i que el Llibre del coch va ser ràpidament traduït al castellà, apareixen receptes castellanes. El 1491 l'Església decideix que els catòlics ja poden menjar ous i llet per Quaresma, però això ho desconeix Robert de Nola, per la qual cosa aquests ingredients són absents a les receptes quaresmals d'ambdós llibres (segurament la primera edició del Llibre del coch que coneixem és una còpia d'una versió anterior a aquesta data). L'estil del Llibre del coch és més literari. El Llibre de Sent Soví no es va donar a conèixer al públic fins ben entrat el segle xx, mentre que el Llibre del coch va ser ràpidament, en paraules de Josep Pla, «un veritable best seller», es va traduir a diverses llengües i va ser «el llibre de cuina de l'Espanya del Renaixement».

## Edicions modernes
- 1952: a cura de Lluís Faraudo de Saint-Germain.[6]
- 1979: a cura de Rudolf Grewe (català).[25]
- 2003: a cura de Joan Santanach (català).[26]
- 2006: a cura de Joan Santanach (català).[27]
- 2007: traducció a cura de Manel Zabala (castellà).[28]
- 2008: a cura de Joan Santanach (anglès).[29]
- 2013: a cura de Patrick Gifreu (francès).[30]